# Tetrajodmethan
Tetrajodmethan neboli jodid uhličitý (CI4) je organická sloučenina patřící mezi halogenderiváty alifatických uhlovodíků.
Uhlík, vzhledem k tomu, že relativní atomová hmotnost jodu je mnohem vyšší než uhlíku, tvoří pouze 2 % jeho relativní molekulové hmotnosti.
Krystalizuje v monoklinické soustavě. Protože se skládá ze symetrických tetraedrických molekul, jeho dipólový moment je nulový.

## Příprava
CI4 se připravuje halogenovou výměnou katalyzovanou chloridem hlinitým:
CCl4 + 4 EtI → CI4 + 4 EtCl.

## Reakce
Tetrajodmethan reaguje s vodou za vzniku jodoformu a jodu:
2 CI4 → 2 CHI3 + I2.
Při tepelném rozkladu vzniká tetrajodethylen:
2 CI4 → C2I4 + 2 I2.

## Použití
CI4 se používá jako jodační činidlo.